# Кострика
Кострика, бодљикава кострика, јежевина или веприна (лат. Ruscus aculeatus) жбунаста је биљка из породице Asparagaceae.

## Етимологија
Латинско име рода Ruscus је старо име за биљку код Римљабам а потиче од старогрчке речи за кљун због сличности бодљикавог листа са кљуном птице. Име врсте aculeatus значи бодљикав, трновит и указује на бодљикаве филокладије. На енглеском јетику позната је као "Butcher's broom" што значи "месарева метла", јер је захваљујући тврдим гранчицама служила као за чишћење подова, путева и других површина, а везана за штап кориштена је и за чишћење димњака. Француски назив "petit-houx" значи "мала божиковина". Италијански назив "pungitopo" (pungere - убости, topo - миш) говори о употреби ових грана у заштити домаћинства од мишева.

## Опис
Зимзелени жбунић са развијеним кореновим системом али без главног корена. Стабљика је висока 20 - 50, а највише 70 центиметара. Богато је разграната. Љуспасти листићи су мали, кожасти, троугласти до ланцетасти. Филокладије су елиптично-ланцетасте или усколанцетасте, кожасте, круте, дуге 10 - 25, а широке 5 - 10 милиметара. На врху су сужене у оштар и бодљикав врх. Цветови су мали и налазе се на горњој страни филокладије (нешто испод њене средине) по 1 или по неколико (2 - 5) и то пазуху малог, кожастог и на врху зашиљеног приперка. Перигон је мали, до 2 милиметра широк, зеленкаст и љубичасто истачкан. Унутрашњи листићи су много мањи. Цвета током марта и априла. 

## Распрострањење и станиште
Јавља се у великом делу Европе: Енглеска, Француска, Пиринејско полуострво, јужни делови средње Европе, Украјина, Крим. Расте и на Кавказу, у Ирану, Малој Азији и Северној Африци. У Србији је распрострањена у Срему, на Фрушкој гори, Вршачким брдима, Посавини, околини Београда, Подриње, Гучево, Рудник, североисточна Србија (Мироч, Сокобања, Озрен). Распрострањена је у разним типовима храстових шума, најчешће термофилним, мада је некада има и у влажним. Јавља се у следећим фитоценозама: Genisto-Quercetum Carpinetosum, Querco carpinetum serbicum aculeatetosum, Quercetum frainetto-cerris aculeatetosum и др.  Најчешће расте на 0-200 метара надморске висине, а ретко се јавља на висинама преко 1000 метара. 

## Привредни значај
Као дијуретично средство користи се у народној медицини. Честа је као декоративна биљка. Млади изданци су јестиви и припремају се слично као шпароге. 